# Иов (Геча)
Митрополит И́ов (греч. Μητροπολίτης Ιώβ, в миру И́горь Влади́мирович Ге́ча, фр. Igor Wladimir Getcha; род. 31 января 1974, Монреаль, Квебек) — епископ Константинопольского патриархата; митрополит Писидийский (с 2022), представитель Константинопольского патриархата при Всемирном совете церквей (с 2015); доктор богословия, декан института высших исследований в области православного богословия при Православном центре Константинопольского патриархата в Шамбези (с 2019) и профессор Парижского католического института.

## Биография
Родился 31 января 1974 года в Монреале, в провинции Квебек, в Канаде, в семье украинских эмигрантов, которые принадлежали к Украинской православной церкви в Канаде, которая тогда не была в общении с каноническими Православными церквами, но в 1990 году была принята в юрисдикцию Константинопольского патриархата.
В 1996 году окончил Коллегию святого Андрея в Виннипеге при Университете провинции Манитоба.
28 сентября 1996 года в кафедральном соборе святой Софии в Монреале митрополитом Виннипегским Василием (Федаком) пострижен в рясофор с именем Иов в честь преподобного Иова Почаевского, а на следующий день тем же архиереем рукоположён в сан иеродиакона.
Переехал во Францию. 27 мая 1998 года архимандритом Плакидой (Дезеем) на французском подворье Афонского Симонопетрского монастыря в монастыре преподобного Антония Великого в Сен-Лоран-ан-Руайан был пострижен в монашество с наречением имени Иов.
В 1999 году возведён в сан архидиакона.
В 2003 году перешёл из Украинской православной церкви Канады Константинопольского патриархата в Западноевропейскую архиепископию православных приходов русской традиции и 20 июня того же года архиепископом Команским Гавриилом (де Вильдером) был рукоположён в сан иеромонаха с прохождением служения на Сергиевском подворье в Париже.
В 2003 году защитил докторскую диссертацию по богословию в парижских католическом институте и Свято-Сергиевском богословском институте на тему «Литургическая реформа митрополита Киприана Киевского». Стал членом Группы святителя Иринея по международному диалогу Православной церкви с Римско-католической церковью.
С 2003 по 2004 год — благочинный приходов Западноевропейской архиепископии в Испании и преподаватель церковной истории и церковного устава в Свято-Сергиевском институте (с 2004 года — профессор).
С 2003 по 2006 годы — член редакционной коллегии епархиального журнала «Епархиальный вестник Архиепископии православных русских церквей в Западной Европе» и его франкоязычного издания «Messager diocésain: Archevêché des églises orthodoxes russes en Europe Occidentale».
9 января 2004 года был возведён в сан игумена, а 18 июля того же года — в архимандрита.
С 2004 года состоял членом комиссии по взаимоотношению с Московским патриархатом.
В 2004—2010 годы — член епархиального совета Западноевропейской архиепископии.
В 2005 году — член комитета по диалогу Православной церкви с Римско-католической церковью во Франции.
C 2001 года преподавал литургику в Парижском Свято-Сергиевском православном богословском институте, в Институте высших исследований православного богословия при Православном центре Константинопольского патриархата в Шамбези (Женева) и в Парижском католическом институте.
С 16 декабря 2005 по декабрь 2007 года — декан Свято-Сергиевского православного богословского института.
В 2006 году был членом Центрального комитета Всемирного совета церквей.
Член Киевского религиозно-философского общества и Общества восточной литургии.
Был переведён из клира архиепископии в непосредственное подчинение Патриарху Константинопольскому.
С декабря 2009 года — профессор Института высших исследований в области православного богословия при Православном центре Константинопольского Патриархата в Шамбези. Профессор Парижского католического института.
Вернувшись во Францию, с декабря 2011 года служил в церкви Святой Троицы в Шалетт-Монтаржи, одном из старейших приходов архиепископии.
В декабре 2012 году закончил докторскую диссертацию (habilitation à diriger des recherches) на отделении богословия Университета Лотарингии и принят на должность профессора во Фрибурский университет (Швейцария).
После ухода на покой в январе 2013 года архиепископа Гавриила (де Вильдера) был одним из троих кандидатов на пост главы Западноевропейской архиепископии православных приходов русской традиции, однако патриарх Константинопольский Варфоломей отклонил все три кандидатуры, сославшись на «отсутствие спокойствия» в архиепископии. Выдвижение кандидатуры архимандрита Иова вызвало дискуссию о его соответствии требованиям статьи 41 устава Архиепископии, так как он уже несколько лет не состоял в клире экзархата.
На утверждение патриарху Варфоломею и Священному синоду был представлен список из трех кандидатов: архимандрита Симеона (Коссека), архимандрита Иова (Гечи) и архимандрита Григория (Папатомаса), составленный с учётом поправок, внесённых до того в Устав архиепископии.
1 ноября 2013 года в начале внеочередной сессии Ассамблеи местоблюститель Западноевропейского экзархата митрополит Эммануил (Адамакис) сообщил, что Синод не утвердил двоих кандидатов: Григория (Папатомаса) и Симеона (Коссека). Для обеспечения реальности выбора Священный синод представил две кандидатуры: архимандрита Виссариона (Комзиаса) и иеромонаха Михаила (Анищенко). Делегаты избрали на должность управляющего Западноевропейским экзархатом русских приходов архимандрита Иова (из 191 делегата собора за архимандрита Иова проголосовало 109, за архимандрита Виссариона (Комзиаса) — 33 и за иеромонаха Михаила (Анищенко) — 9 человек). На утро следующего дня Синодом Константинопольского патриархата избран для хиротонии в архиерейский сан с титулом архиепископа Телмесского.

## Епископское служение
Хиротонисан 30 ноября 2013 года в Патриаршем соборе великомученика Георгия на Фанаре в ходе Божественной литургии по случаю праздника святого апостола Андрея Первозванного. Хиротонию совершили патриарх Варфоломей, архиепископ Американский Димитрий (Тракателлис), митрополит Константийский и Аммохостский Василий (Караяннис), митрополит Галльский Эммануил (Адамакис), митрополит Сасимский Геннадий (Лимурис), митрополит Нью-Джерсийский Евангел (Курунис), митрополит Бельгийский Афинагор (Пекстадт), митрополит Родосский Кирилл (Койеракис), митрополит Рефимнский и Авлопотамский Евгений (Антонопулос), митрополит Косский и Нисиросский Нафанаил (Диакопанайотис), архиепископ Хотинский Мелетий (Егоренко).
Церемония интронизации архиепископа Телмесского Иова состоялась 5 декабря 2013 года в соборе Святого Александра Невского на рю Дарю в Париже после всенощного бдения в праздник святого Александра Невского в присутствии множества клириков и мирян Парижа и парижского региона, а также прибывших из Италии, Бельгии, Нидерландов и Германии. Церемонию возглавил митрополит Эммануил (Адамакис). По словам Никиты Кривошеина, «в отношениях с РПЦ это был самый хороший период (после кончины владыки Сергия), поскольку было много сослужений с епископом Нестором (Сиротенко), на просьбы отпускных грамот Иов всегда отвечал согласием, прихожане разных юрисдикций стали мирно сосуществовать».
29 ноября 2015 года решением Синода Константинопольского патриархата освобождён от управления Западноевропейским экзархатом и назначен представителем Константинопольской православной церкви при Всемирном совете церквей. Причиной перевода иерарха на другую должность стала череда конфликтов между ним и духовенством Западноевропейского экзархата, а также профессорско-преподавательской корпорацией Свято-Сергиевского богословского института в Париже, который по этой причине в 2015 году объявил о временной приостановке своей деятельности. В адрес архиепископа прозвучали обвинения в авторитарном стиле управления экзархатом и стремлении разрушить присущие этой структуре традиции.
В июне 2016 года сменил митрополита Иоанна (Зизиуласа) на посту сопредседателя смешанной международной православно-католической комиссии по богословскому диалогу. Обращаясь к архиепископу Иову в ходе встречи с константинопольской делегацией в Ватикане 28 июня, папа Франциск поздравил его с новым назначением.
20 февраля 2019 года назначен деканом института высших исследований в области православного богословия при Православном центре Константинопольского патриархата в Шамбези, сменив на этом посту Власиоса Фидаса.
22 июля 2022 года решением Священного синода Константинопольского патриархата избран митрополитом Писидийским. 17 сентября 2022 года в храме апостола Павла и Алипия Столпника в Анталии состоялся чин его интронизации

## Критика
Кандидат богословия протоиерей Вадим Леонов (преподаватель Сретенской духовной семинарии) в статье «Константинопольский папизм», опубликованной на сайте семинарии Православие.ru, заподозрил архиепископа Иова в манипуляциях со Священным Писанием, в частности, с апостольскими посланиями. Леонов приводит слова Иова, по которым «апостол Павел сравнивает Церковь Христову с телом, в котором председатель Христос и в котором мы — члены», делая из этого вывод, что «место главы Церкви уже занято, поэтому для Христа фанарские богословы оставили место „председателя“».
В своём же интервью архиепископ Иов, отрицая «ересь папизма» в действиях Константинополя, указывает, что в Церкви, как богочеловеческом организме, но состоящем из конкретных людей, «главой местной Церкви является конкретный человек — епископ» и отсылает оппонентов к своду канонических правил, по которым «епископы региональной Церкви должны признавать того, кто из них является первым, и признавать его как своего главу, и ничего важного не делать без его ведома (34-е апостольское правило)».